# Telemachos Kanthos
Telemachos Kanthos (griechisch Τηλέμαχος Κάνθος, * 24. Februar 1910 in Alona/Pitsilia, Zypern; † 18. November 1993 in Nikosia) war ein zyprischer Maler und der erste Grafiker auf der Insel. Er gilt als einer der Väter der zyprischen Kunst. In seinen Gemälden stellte er u. a. die zyprische Landschaft und das Landleben dar.
1929 ging Kanthos nach Athen, um zunächst Architektur zu studieren, jedoch widmete er sich bald ausschließlich der Malerei und Grafik. Er war Schüler von Dimitrios Biskinis, Spyridon Vikatos und Oumbertos Argyros; zu seinen Mitstudenten an der Hochschule der Bildenden Künste Athen zählten Yannis Tsarouchis und Nikos Engonopoulos. Bei Yiannis Kefallinos erlernte Kanthos Lithografie, Holzschnitt und das Kupferstechen.
Mit Beginn des Zweiten Weltkriegs kehrte er nach Zypern zurück und arbeitete als Maler und Grafiker. Zwischen 1942 und 1949 arbeitete er als Bühnenbildner und Kostümdesigner für das neu etablierte zyprische Theater. 1942–44 arbeitete er als Kunstlehrer am Gymnasium in Famagusta und zwischen 1950 und 1969 am „Pankyprion Gymnasion“ in Nikosia. Daneben reiste er in verschiedene europäische Kulturmetropolen und 1950 hielt er sich längere Zeit in London auf, wobei sein Interesse sowohl den Alten Meistern als auch zeitgenössischen Kunstströmungen galt. Nach 1975 war er freischaffender Künstler. Als Maler arbeitete er in Zypern, Athen, Korfu, London und Wien.
Seine erste Einzelausstellung bestritt Kanthos 1934 in Famagusta. Es folgten viele Einzelausstellungen und Teilnahmen an zahlreichen internationalen Kunstausstellungen, u. a. in London, Athen, Wien, Boston, Kairo, Belgrad, Prag, Sofia, Bukarest, Budapest, Alexandria und Bagdad. Besonders erwähnenswert sind darunter die große Retrospektive in der Nationalgalerie Griechenlands in Athen (1982) sowie eine Ausstellung in der Hofgalerie im Wiener Palais Pálffy (1991).
1979 wurde Kanthos von der Akademie von Athen für sein Lebenswerk und seinen Beitrag zur Kunst mit einem Preis geehrt. 1984 errang er den 2. Preis in der Kategorie Holzschnitt bei der XV. Biennale von Alexandria.
1999 veröffentlichte Paschalis Papapetrou einen 73-minütigen Dokumentarfilm über Kanthos.